# Imperia (Statue)

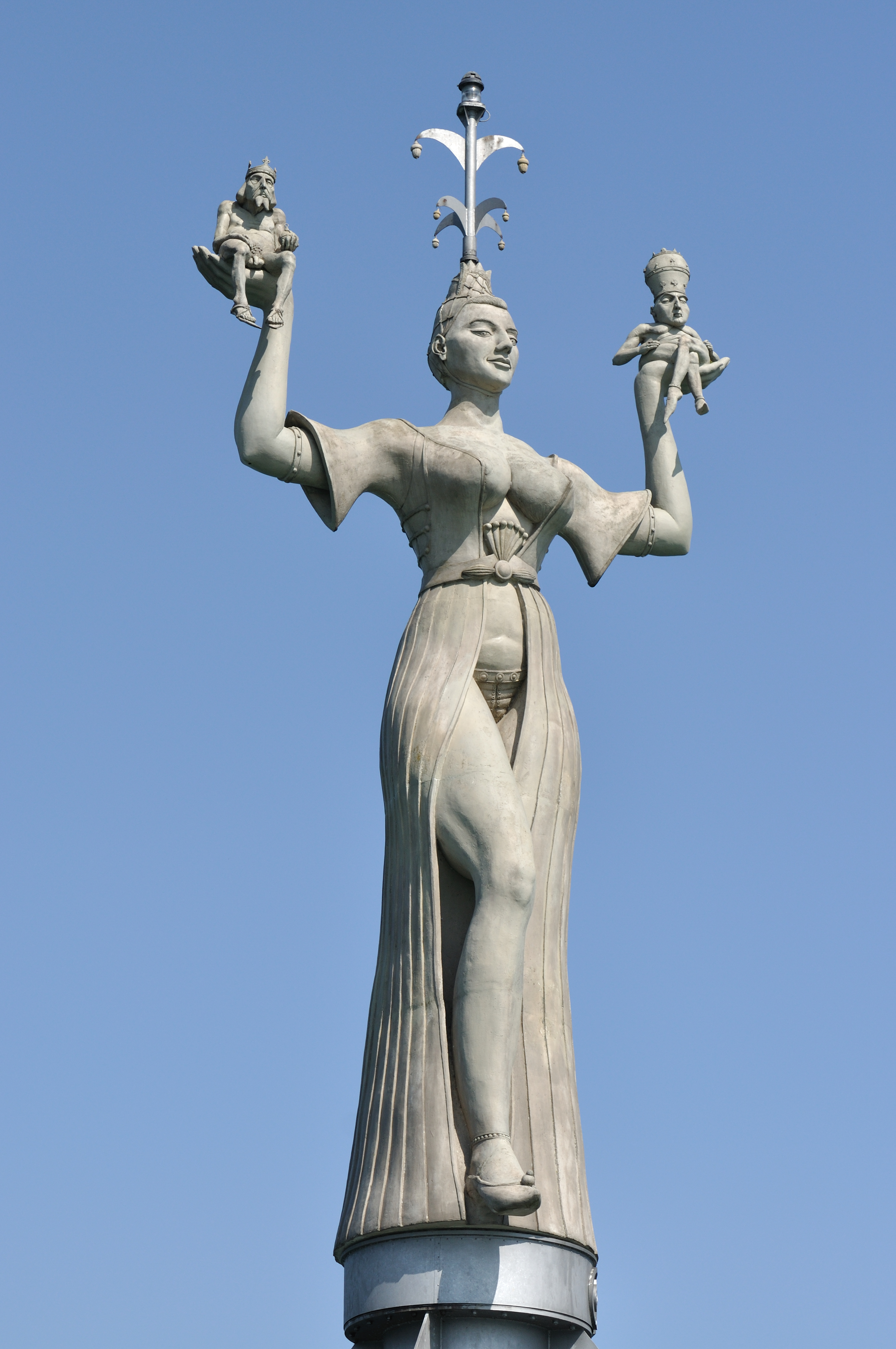
Die Imperia-Statue

Die Imperia ist eine Statue im Hafen von Konstanz am Bodensee, entworfen und ausgeführt von Peter Lenk. Die am 24. April 1993 aufgestellte Figur ist aus Beton gegossen, neun Meter hoch, 18 Tonnen schwer und dreht sich tagsüber mit Hilfe eines Drehtisches innerhalb von vier Minuten einmal um die eigene Achse. Im Sockelbauwerk ist eine ältere Pegelmessstation integriert, die von einem begehbaren Steg umgeben ist. Die satirische Darstellung des Konzils von Konstanz geht auf eine frivole Erzählung von Honoré de Balzac aus dessen Tolldreisten Geschichten zurück.
Die Imperia steht seit August 2024 als Kulturdenkmal unter Denkmalschutz.

## Symbolik
Die Statue der Imperia erinnert satirisch an das Konzil von Konstanz (1414–1418). Sie zeigt eine üppige Kurtisane, der ein tiefes Dekolleté und ein Umhang, der nur von einem Gürtel notdürftig geschlossen wird, eindeutige erotische Ausstrahlung verleihen.
Auf ihren erhobenen Händen trägt sie zwei zwergenhafte nackte Männlein. Der Mann in ihrer rechten Hand trägt auf seinem Haupt die Krone eines Königs und hält einen Reichsapfel in der Hand; die Figur in ihrer Linken trägt eine päpstliche Tiara und sitzt mit übereinandergeschlagenen Beinen. Es ist nicht eindeutig, ob die Figuren Porträts von den Machthabern zur Zeit des Konstanzer Konzils, Kaiser Sigismund und Papst Martin V., darstellen, oder ob sie allgemein als Personifikationen die weltliche und die geistliche Macht repräsentieren sollen. Der Künstler selbst sieht sie als nackte Gaukler, die sich die Insignien der Macht widerrechtlich aufgesetzt haben, wobei er zu verstehen gibt, dass er die genannten als ebensolche sieht.

„… Es handelt sich bei den Figuren der Imperia nicht um den Papst und nicht um den Kaiser, sondern um Gaukler, die sich die Insignien der weltlichen und geistlichen Macht angeeignet haben. Und inwieweit die echten Päpste und Kaiser auch Gaukler waren, überlasse ich der geschichtlichen Bildung der Betrachter. …“

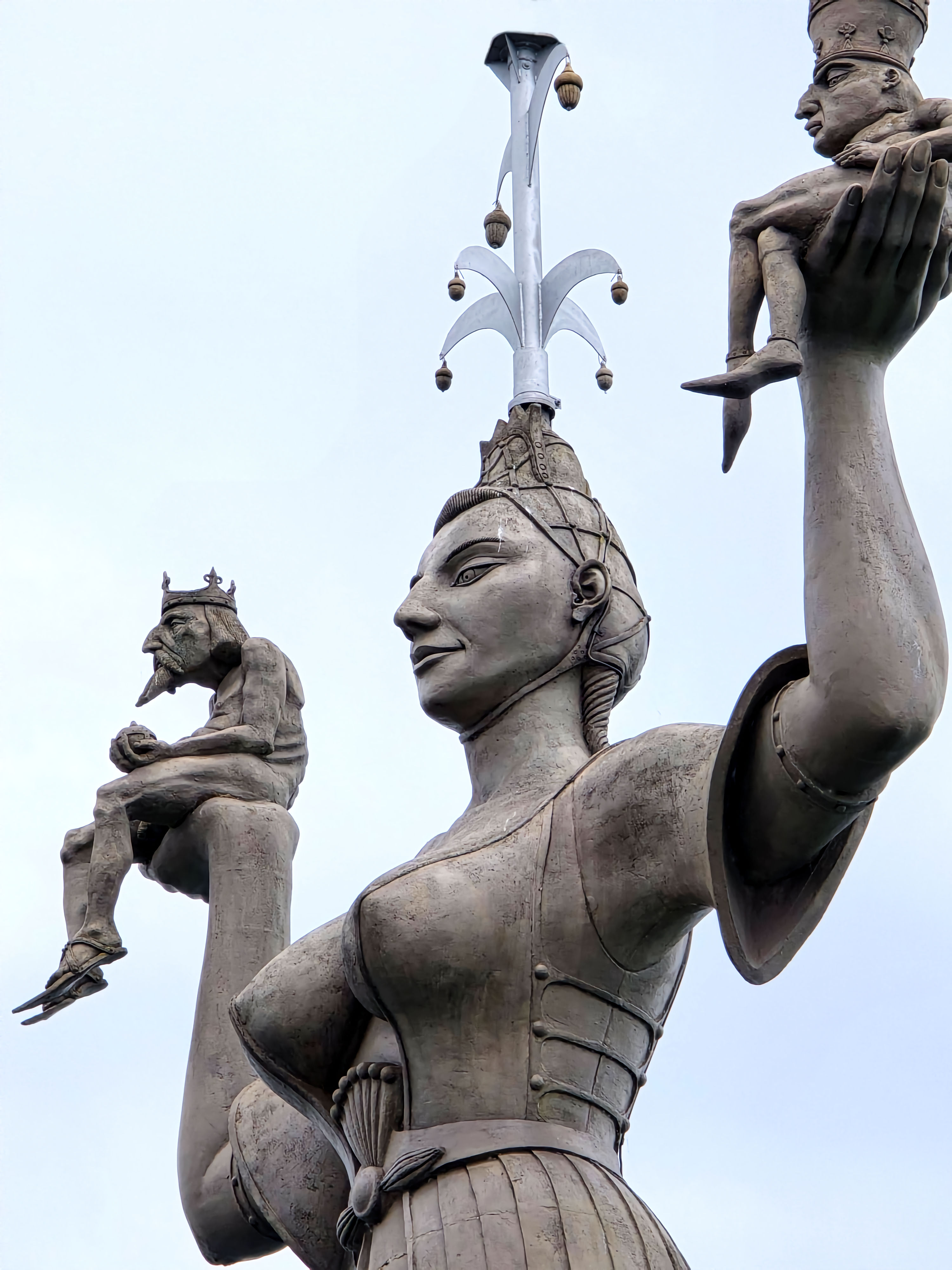
Detailansicht: Narrenkappe mit Schellen

Diese Figurenkonstellation erinnert an die angebliche Mätressenherrschaft, die der römischen Amtskirche von ihren heftigsten Kritikern zu manchen Zeiten vorgeworfen wurde. Auch das Patriarchat, das über Jahrhunderte hinweg sowohl in der Politik wie in der Kirche herrschte, wird aufs Korn genommen: Kaiser und Papst sind Spielball ihrer eigenen Libido; die mächtigsten Männer werden von ihren niedersten Trieben beherrscht. Imperia, als Verkörperung der (körperlichen) Liebe, erscheint als die eigentlich mächtige Figur.
Auch des alten Märchenstoffs „Des Kaisers neue Kleider“ bedient sich das Kunstwerk: Der Kopfschmuck von Imperia ist eine Art Narrenkappe mit Schellen – Imperia nimmt also nicht nur die Rolle der intriganten Kurtisane ein, sondern auch die des Hofnarren, der das Spiel der Mächtigen durchschaut und auf die Schippe nimmt. Die Mächtigen, wenn sie ihrer würdigen Amtstracht beraubt werden, sind nur noch lächerliche Witzfiguren.

## Stoffgeschichte

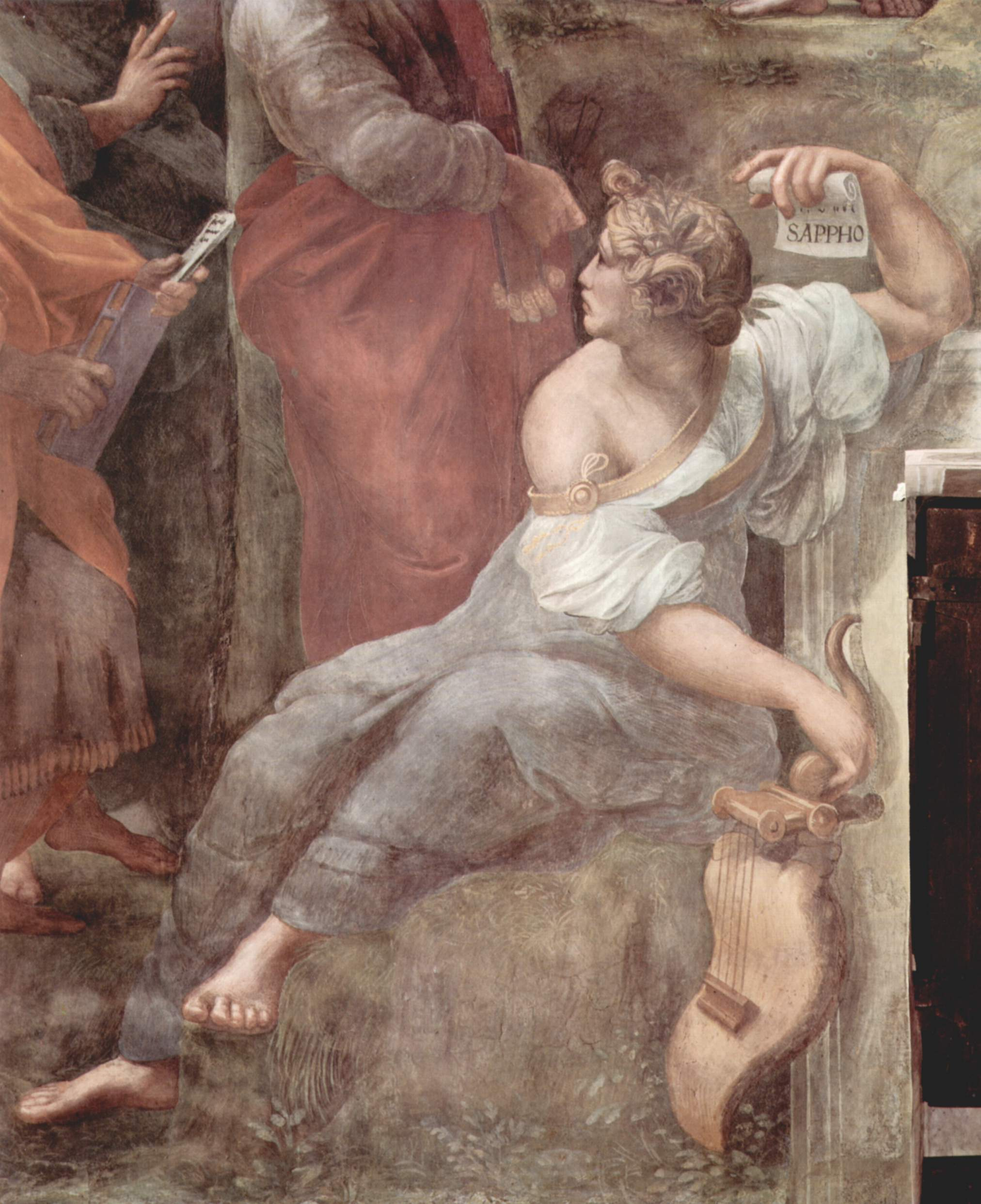
Raffaels Darstellung der Dichterin Sappho in den Stanzen des Vatikanpalastes (1510/1511) soll nach Zuschreibung von späteren Geschichtsschreibern ein Porträt der historischen Imperia sein. Dies ist jedoch nicht überprüfbar oder historisch gesichert.

Peter Lenk entnahm das unmittelbare literarische Vorbild für die Statue einer Erzählung von Honoré de Balzac. In seiner frivolen Erzählung La belle Impéria (erschienen in den Tolldreisten Geschichten, 1832–1837) ist die schöne Imperia eine Kurtisane, die sich während des Konstanzer Konzils hier aufhielt. Imperia ist die Geliebte von „Kardinälen, Würdenträgern, Fürsten und Markgrafen“ und entpuppt sich als heimliche Herrscherin des Konzils: „Die Höchsten wie die Kühnsten umwarben sie, ein Wink von ihr konnte einen das Leben kosten und selbst unerbittliche Tugendbolde krochen ihr auf den Leim und tanzten gleich den andern nach ihrer Pfeife.“ Balzac nimmt die Doppelmoral der Geistlichen der Katholischen Kirche aufs Korn. Die Helden seiner Erzählung sind die sinnenfreudige Imperia und ein „armes Pfäfflein“, ein junger, naiver Geistlicher, der sich in sie verliebt.
Balzacs Erzählung beruht auf literarischen Quellen, die mit einer historischen Person in Verbindung gebracht werden. Bevor Balzac sich des Stoffes bediente, trat Imperia bereits bei den Schriftstellern Matteo Bandello, Joachim du Bellay und François Béroalde de Verville als literarisierte Figur auf. Die historische Person, auf die sich die literarische Tradition bezieht, war Imperia Cognati (1481–1512), auch genannt die Göttliche Imperia. Imperia lebte allerdings fast ein Jahrhundert nach dem Konzil – ihr dortiges Auftreten als Kurtisane ist eine Erfindung Balzacs. Die historische Imperia war eine gebildete Italienerin, die zu Lebzeiten berühmt war und in die Literatur und Geschichtsschreibung der italienischen Renaissance einging. Pietro Aretino rühmte ihre Bildung: „(S)ie weiss auswendig den ganzen Petrarca und Boccaccio und zahllose schöne lateinische Verse aus Vergil, Horaz, Ovid und tausend anderen Autoren“. Imperia scheint, so machen die Zeitgenossen glauben, eine einflussreiche Geliebte von hochrangigen Klerikern, aber auch anderen gutsituierten römischen Bürgern gewesen zu sein.
Die Erzählung Balzacs wurde vor Lenks Imperia-Statue in mehreren Kunstwerken aufgegriffen: Lovis Corinth schuf 1925 das frivole Gemälde Die schöne Frau Imperia, das die erste Begegnung zwischen Imperia und dem „armen Pfäfflein“ zeigt. 1927 vertonte Franco Alfano die Erzählung in der Oper Madonna Imperia.
Der historische Hintergrund der Konzilsprostituierten ist keine Erfindung: Zur Zeit des Konzils, das vier Jahre dauerte, lebten neben der Konstanzer Stadtbevölkerung, die damals zwischen 5.000 und 7.000 Menschen zählte, zeitweilig bis zu 30.000 Geistliche und Fürsten samt ihren Bediensteten, Kaufleute, Handwerker, Gastwirte usw. in der Stadt. Zudem boten während des Konzils auch eine ganze Anzahl an Prostituierten ihre Dienste an. Der Konzilschronist Ulrich Richental berichtet: „Öffentliche Huren in den Hurenhäusern und solche, die selber Häuser gemietet hatten und in den Ställen lagen oder wo sie wollten, deren gab es über 700, ohne die ‚Heimlichen‘, die lasse ich ungezählt.“ Neben gewöhnlichen Bordellen (eines soll um die 30 Prostituierte umfasst haben) gab es auch „gehobenere“ Kurtisanen, die sich eigene Häuser mieteten. Von seinen Erlebnissen in den Konstanzer Bordellen berichtet auch der Dichter und Diplomat Oswald von Wolkenstein.

## Entstehung

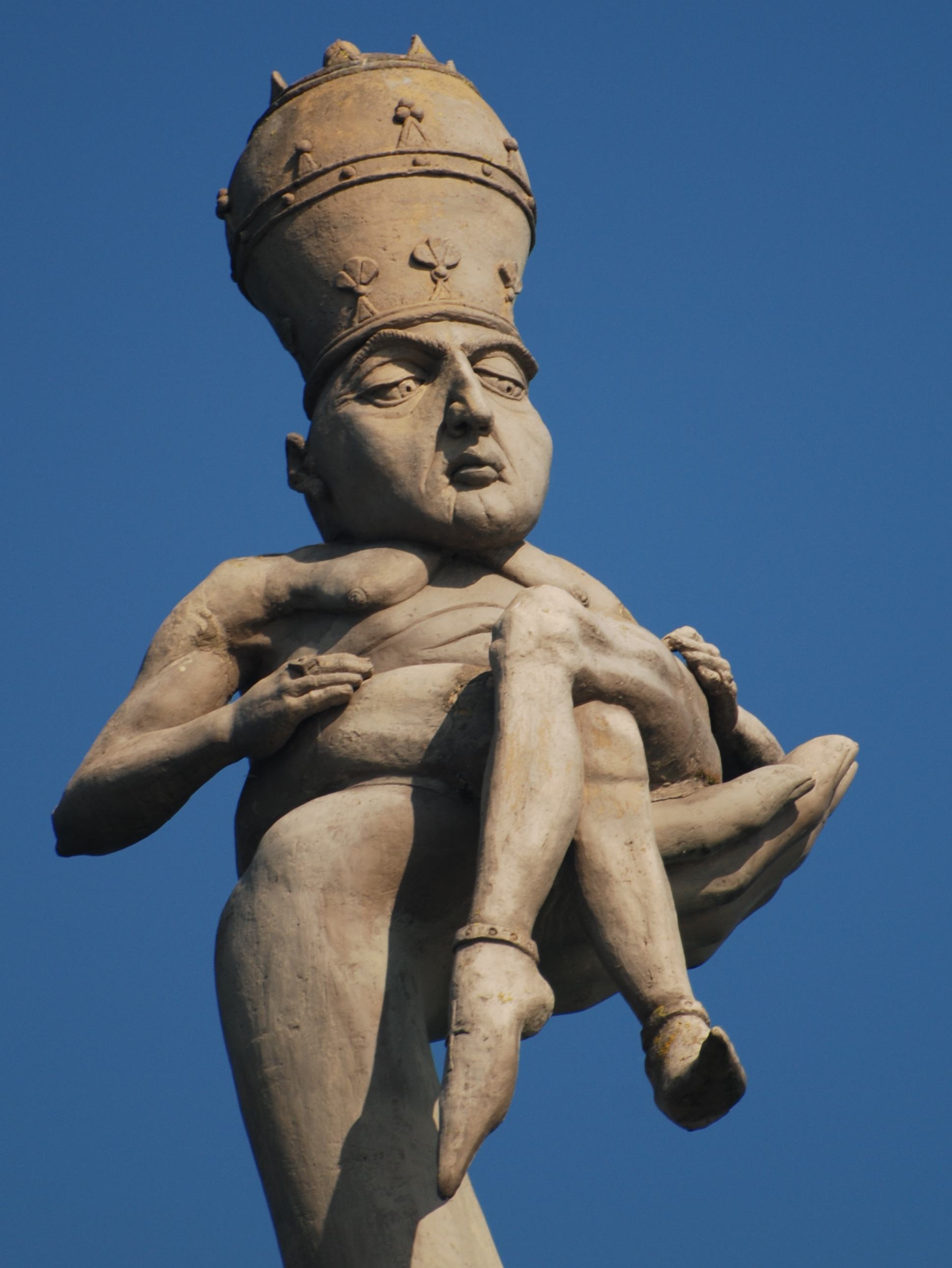
Nackter Papst in Imperias linker Hand

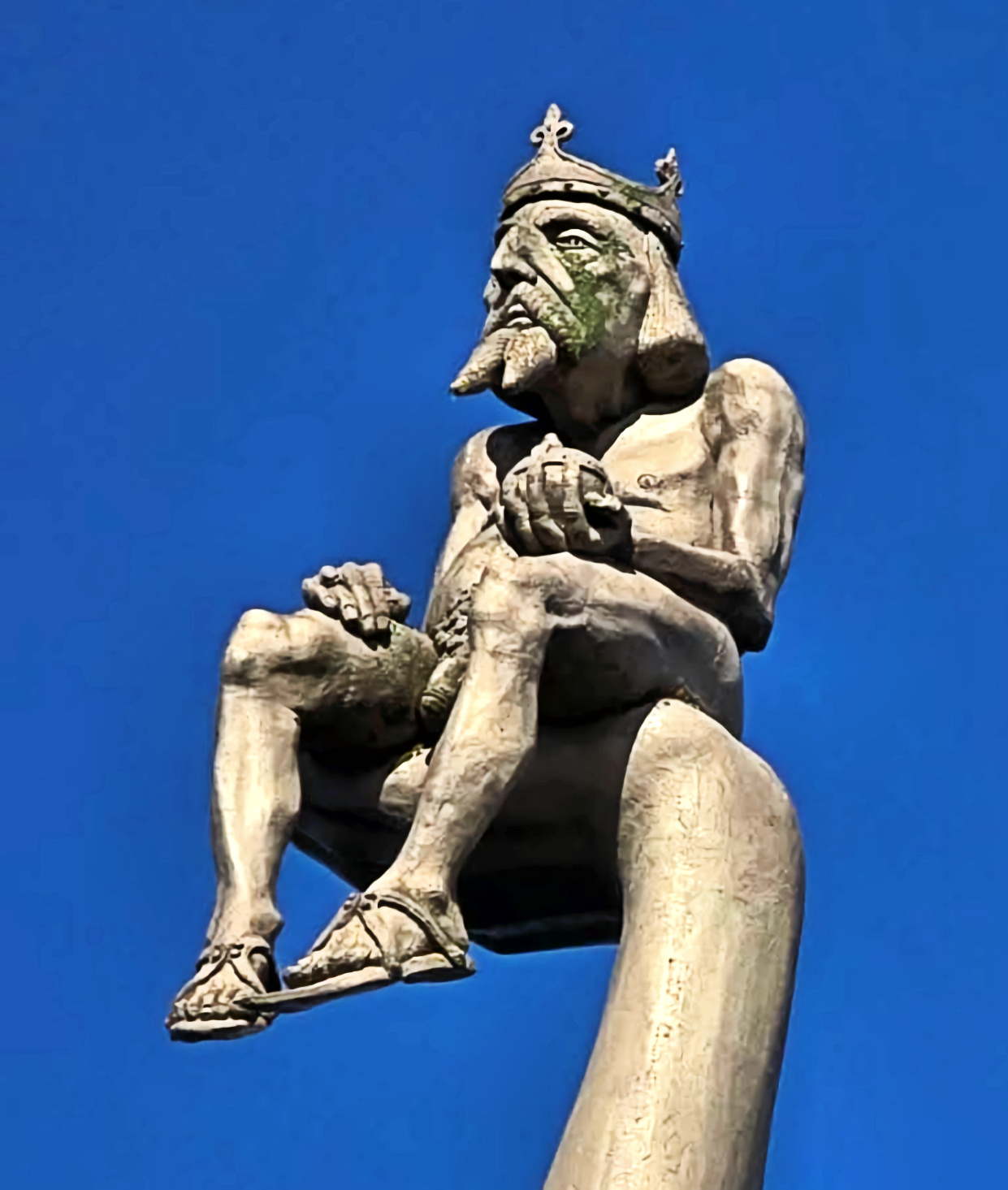
Nackter Kaiser in Imperias rechter Hand

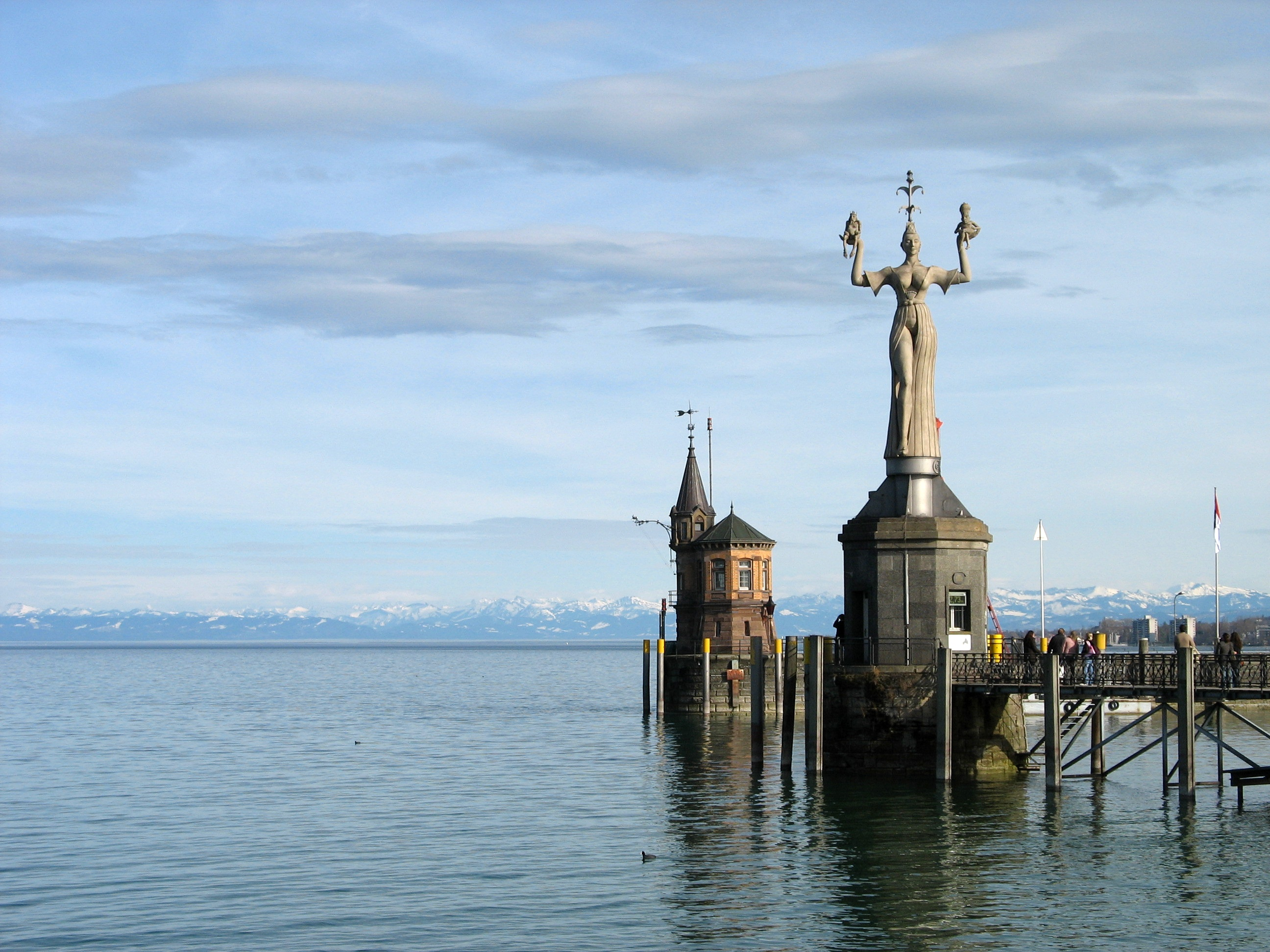
Hafeneinfahrt mit Imperia

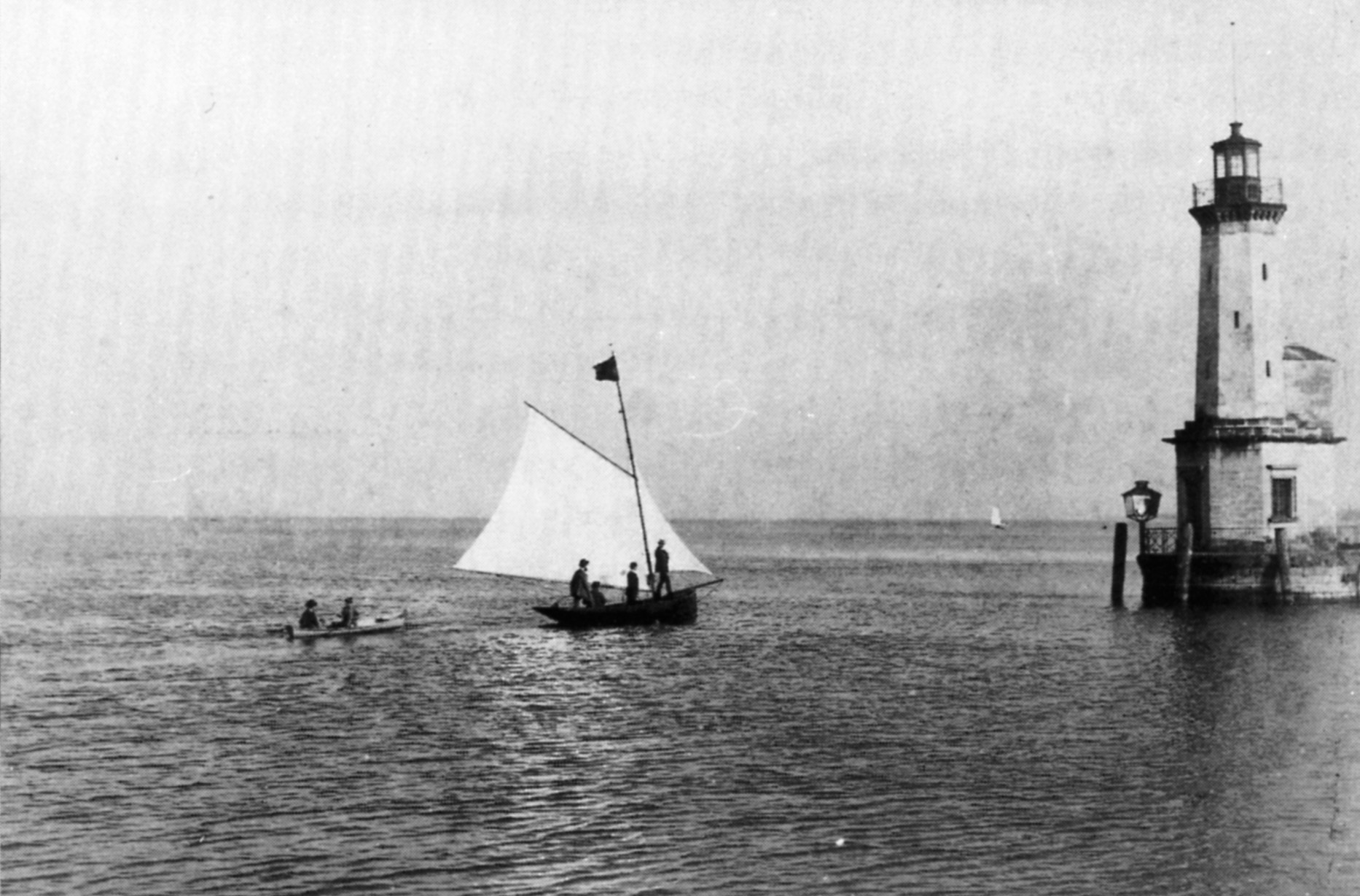
Der alte Hafenturm vor 1890

Die Imperia wurde von dem Fremdenverkehrsverein der Stadt Konstanz mit ihrem Vorsitzenden Werner Häusler, den Bodensee-Schiffsbetrieben (damals im Besitz der Deutschen Bundesbahn) und den Wirten initiiert.
Das Konzept des Kunstwerks entwickelte sich stufenweise in Gesprächen. Die Idee zu einer weiblichen Figur wurde durch die Freiheitsstatue von New York angestoßen. Die Idee zu einer kleineren, nicht so pathetischen „flotten Madame“ und zu den Würdenträgern auf den Händen entwickelte Lenk im Gespräch mit seiner Frau. Eine Bekannte steuerte schließlich nach Lektüre von Balzacs süffisanten Tolldreisten Geschichten die Idee mit der Imperia bei. Von der Skulptur gibt es ein kleineres Modell.
Ihr Sockel gehörte früher zu einem Molenturm am Konstanzer Hafen, der 1842 errichtet und 1890 wieder abgerissen wurde – bis auf das heute noch bestehende Sockelhäuschen. Die Pegelmessstation besteht sogar bereits seit 1816 und ist damit die älteste im heutigen Baden-Württemberg. Lange Zeit stand auf dem Sockel nur ein Stahlgestell, das als Bake diente. Es musste der Imperia weichen.
Lenk mietete in Stuttgart einen Saal und gestaltete dort die Imperia. Die Einzelteile der Statue wurden durch eine Fähre aus Friedrichshafen mit der Bahn als Eigentümer und nicht durch eine städtische Konstanzer Fähre in einer Nacht- und Nebelaktion seeseitig antransportiert, montiert und dann verhüllt. Mehrere tausend Menschen waren am Hafen bei der Einweihung am 24. April 1993 anwesend. Dabei wurde die Statue Stück für Stück enthüllt.
Die Statue war zu Beginn heftig umstritten. Vor allem die Konstanzer Kirchen und konservative Stadträte protestierten gegen die Erhebung einer Prostituierten zum Denkmal und gegen die als zu derb empfundene Darstellung des Papstes, auch das Erzbistum Freiburg meldete sich mit Bedenken zu Wort. Zu den Gegnern zählte auch der Kunstverein, der die künstlerische Qualität der Statue bezweifelte.
Da die Statue jedoch auf dem Privatgrundstück der Deutschen Bahn errichtet wurde und nicht auf städtischem Gelände, war es dem Gemeinderat nicht möglich, den Bau zu verhindern. Der Denkmalschutz sah in der Statue keine Beeinträchtigung der Stadtsilhouette. In Kürze entwickelte sich die Imperia jedoch zu einer Touristenattraktion und zu einem Wahrzeichen der Stadt. Es dürfte sich zudem um das weltweit größte Denkmal für eine Prostituierte handeln.

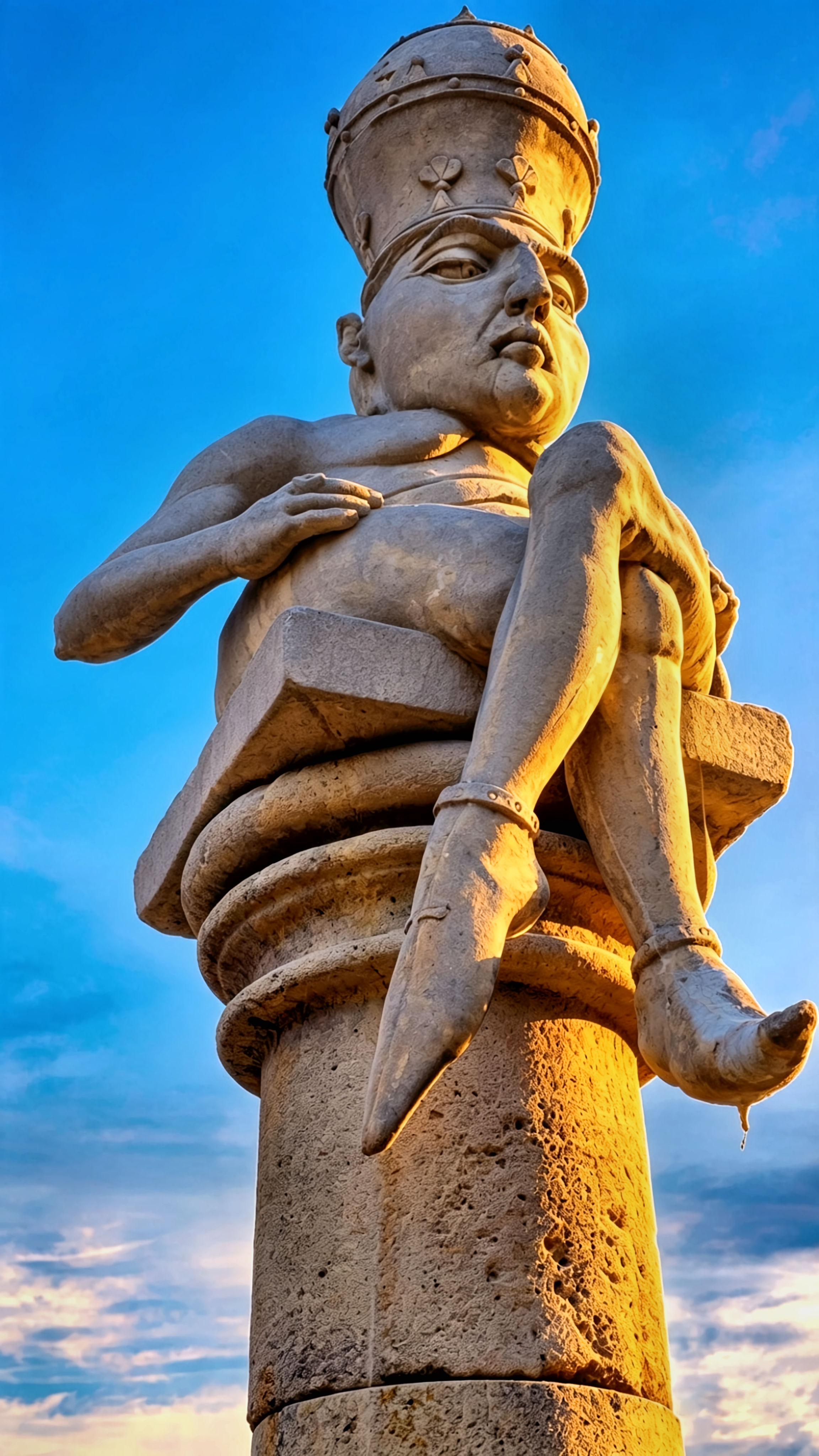
Kopie des Päpstleins im Bodmaner Skulpturengarten 2025

Für die neue Touristinformation im Konstanzer Bahnhof fertigte Lenk eine Kopie des nackten Papstes an. Auch sie wurde heftigst kritisiert. Der Aufsichtsrat der Fremdenverkehrsgesellschaft unter dem Vorsitz von Oberbürgermeister Horst Frank beschloss Mitte 2010 die Entfernung der Skulptur; kurz darauf wurde sie abtransportiert und auf dem Wertstoffhof zwischengelagert. Am 9. August 2010 verließ die 700 kg schwere Figur Konstanz und wurde in das Kunsthaus Weiz in der Ost-Steiermark verbracht. Auf dem Weg dorthin machte sie auf zehn Stationen halt, darunter Orte wie die Wallfahrtskirche Birnau, Bregenz, Salzburg, Maria Zell, Bruck an der Murr und Graz. Das „Päpstlein“ blieb bis zum 4. September 2010 in Weiz. Daraufhin fand die Figur – wenige Meter neben ihrem kaiserlichen Pendant – ihren endgültigen Verbleib im Skulpturengarten in Bodman des Bildhauers. Dort kann sie, etwas patiniert – auf dem Kapitell einer Säule thronend – im Rahmen einer Führung mit Peter Lenk samstäglich ab 11:00 Uhr in Augenschein genommen werden. Die Führungen durch den Bildhauergarten finden ab Anfang April bis Ende Oktober statt und benötigen keine Voranmeldung.

## Finanzierung
Die Errichtung wurde von der Computer Gesellschaft Konstanz (CGK) gesponsert. Daher trägt der Sockel der Imperia nach wie vor ein CGK-Logo, das Unternehmen firmiert mittlerweile allerdings unter anderem Namen.
Die Kosten beliefen sich 1993 auf etwa 250.000 DM und wurden ausschließlich von privaten Sponsoren, dem Fremden-Verkehrsvereins Konstanz und dem Künstler selbst getragen. Anfang 2002 wechselte der Besitz vom bislang verantwortlichen Verein für symbolische 20.000 DM zur Tourist-Information Konstanz GmbH.

## Kunstaktion während der Corona-Pandemie

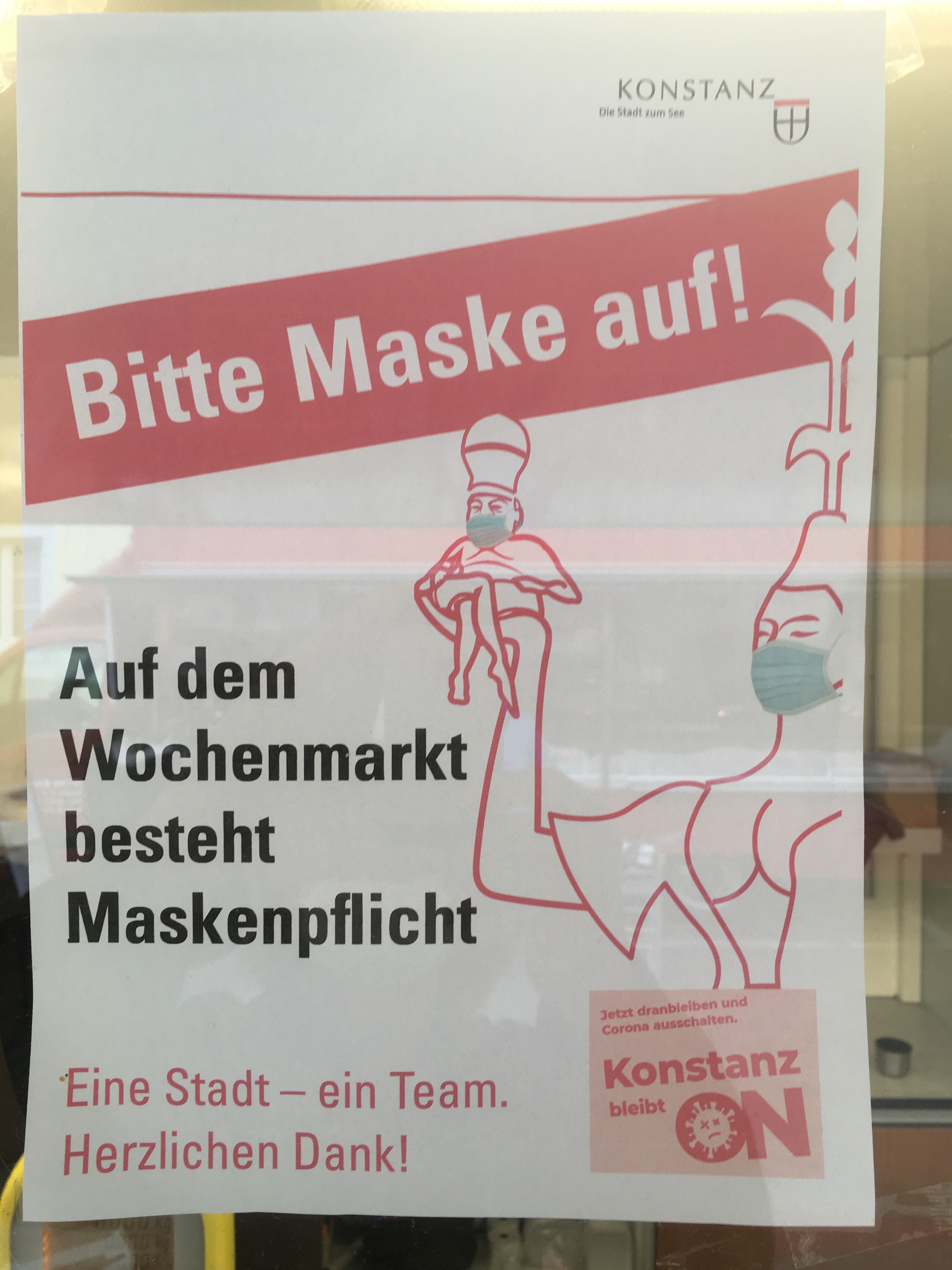
Imperia Corona-Kampagne

Als zu Beginn der Corona-Pandemie im April 2020 die Pflicht zum Tragen einer Mund-Nasen-Bedeckung eingeführt wurde, zogen Unbekannte der Imperia ebenfalls einen eigens gefertigten, übergroßen medizinischen Mundschutz an. Die Reaktion des Künstlers Peter Lenk war negativ, er empfinde die Aktion als „billigen Gag“ und sie sei obendrein gefährlich. In den sozialen Netzwerken und Blogs gab es jedoch auch wohlwollende Kommentare. Pressebilder der Imperia mit Mundschutz kursierten in den Wochen nach der Aktion in diversen Medien, auch überregional. Zwischenzeitlich wurde die Imperia mit Mundschutz sogar von der Stadt Konstanz im Rahmen ihrer offiziellen Coronakampagne verwendet.